# ستيفن دونز
ستيفن دونز (بالإنجليزية: Steven Downs)‏ هو لاعب كرة مضرب نيوزيلندي، ولد في 8 سبتمبر 1975 في أوكلاند في نيوزيلندا.

## وصلات خارجية
- ستيفن دونز على موقع رابطة محترفي التنس (الإنجليزية)
- ستيفن دونز على موقع الاتحاد الدولي لكرة المضرب (الإنجليزية)
- ستيفن دونز على موقع كأس ديفيز (الإنجليزية)
- ستيفن دونز على موقع خلاصة التنس.كوم (الإنجليزية)